# Meiseldorfer Teich
Der Meiseldorfer Teich (auch Klein-Meiseldorfer Fischteich) ist ein künstlich angelegter See in Meiseldorf, Niederösterreich.

## Geografie
Der Ort Meiseldorf liegt etwa 2 Kilometer vom Ufer des Teiches entfernt in westlicher Richtung. Im Osten liegt etwa in gleicher Entfernung Engelsdorf.

### Lage im Gewässersystem
Der Teich wird vom Lateinbach umflossen, der ihn speist und entwässert.

## Nutzung
Der Teich wird vor allem als Anglerteich des ansässigen Fischereivereins Kleinmeiseldorf genutzt.